# Rue Saint-Antoine (Paris)
La rue Saint-Antoine est une voie, ancienne, du 4e arrondissement de Paris.
Cette rue a une histoire chargée, étant proche de la place de la Bastille. Elle se trouve au cœur du Marais, dont elle est une artère importante, et croise des rues typiques de ce quartier telles que la rue Saint-Paul, la rue de Turenne, la rue de Birague (qui mène à la place des Vosges) ou encore la rue Beautreillis.

## Situation et accès
La rue Saint-Antoine (à l'origine Saint-Anthoine; la lettre h est restée en anglais) d'une longueur de 603 mètres, est située dans le 4e arrondissement, quartiers Saint-Gervais et Arsenal, et commence au 3, place de la Bastille et finit au 2, rue de Sévigné et au 16, rue de Fourcy.
Elle est l’une des composantes de l’axe principal est-ouest de Paris. Elle part de la place de la Bastille et se termine à la station de métro Saint-Paul (ligne 1), à hauteur de la place des Combattantes-et-Combattants-du-Sida où, sous le nom de « rue de Rivoli », elle se prolonge jusqu’à la place de la Concorde. Cet axe est-ouest se prolonge vers l’est, au-delà de la place de la Bastille, par la rue du Faubourg-Saint-Antoine.

## Origine du nom
Elle doit son nom à l'abbaye Saint-Antoine, à laquelle elle conduisait directement.

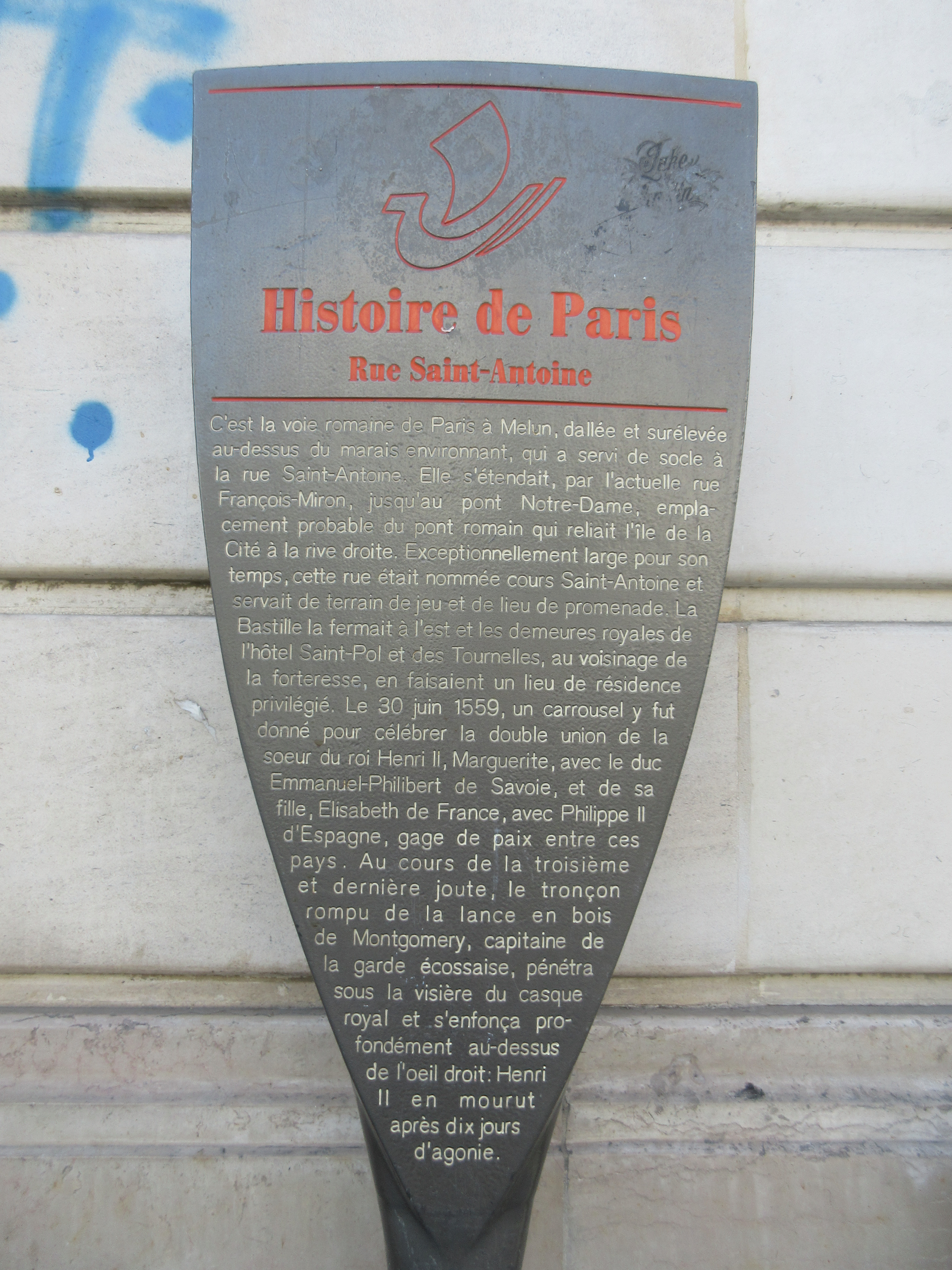
Panneau Histoire de Paris
« Rue Saint-Antoine »

## Historique

### Jusqu'à la Révolution
Cette rue fut construite sur un tronçon de la voie romaine qui reliait Paris à Melun en surplombant les parties de terrain marécageuses.
Cette voie s'amorçait en embranchement de la voie romaine de Paris à Senlis (actuelle rue Saint-Martin) au débouché du pont romain, à l'emplacement de l'actuel pont Notre-Dame sur le cardo passait au nord du port de Grève (actuelle place de l'Hôtel-de-Ville) et du monceau Saint-Gervais et se poursuivait à l'emplacement des actuelles rue François-Miron et au-delà de la Bastille par la rue de Charenton.
Cet ancien parcours romain a été inclus au Xe siècle dans la première enceinte médiévale dont il sortait par la porte Baudoyer située à l'angle de la rue du Pont-Louis-Philippe et de la rue François-Miron. Le tracé de la voie romaine entre la rue Saint-Martin et la place Saint-Gervais a disparu, englobé par l'avenue Victoria, la place de l'hôtel-de-Ville et l'Hôtel-de-Ville. Le parcours correspondant à cette voie entre la place Saint-Gervais et la porte Baudoyer nommé jusqu'en 1865 rue du Pourtour Saint-Gervais ou rue du Monceau-Saint-Gervais fut rattaché à la partie de la rue Saint-Antoine renommée rue François-Miron à cette date.
La partie de la rue Saint-Antoine entre l'ancienne porte Baudoyer de la première enceinte médiévale et la première porte Saint-Antoine de l'enceinte de Philippe-Auguste (également nommée porte Baudeer), située à l'angle de Culture-Sainte-Catherine, actuelle rue Madame-de-Sévigné se nommait au XIIIe siècle et au commencement du XIVe siècle « Grande Rue » et « rue de la Porte-Baudeer », ou « rue de la Porte-Baudet » ou « rue de l'Aigle », en raison d'un hôtel particulier, ou d'une auberge, situé près cette porte, à l'angle de la rue de Jouy. Ce tronçon correspond à l'actuelle rue François-Miron.
Cette partie est citée dans Le Dit des rues de Paris de Guillot de Paris sous le nom de « Grant-rue-de-la-Porte-Baudeer ».
Vers le milieu du XIVe siècle, cette voie est prolongée au-delà de l'enceinte de Philippe-Auguste jusqu'à la Porte Saint-Antoine de l'enceinte de Charles V créée à cette époque. La partie de la rue entre les deux enceintes est nommée « rue du Pont-Perrin » en raison d'un pont en pierre « pons petrinus » qui franchissait, près de la rue du Petit-Musc, un rû qui se transforme en égout.
C'est dans cette rue, près de la première porte ou bastille Saint-Antoine de l'enceinte de Philippe Auguste, que fut massacré Étienne Marcel, prévôt des marchands de Paris. Lorsque ce prévôt donna au roi de Navarre, Charles le Mauvais, le titre de gouverneur de Paris, le Dauphin, le futur Charles V, sut profiter habilement de l'animosité des Parisiens, en leur faisant promettre une amnistie, s'ils lui livraient Étienne Marcel et ses complices.
Le prévôt, pénétrant ce dessein, se décide à livrer la ville au roi de Navarre et lui promet, en outre, de le faire couronner roi de France, s'il veut le protéger contre les fureurs de ce peuple détrompé. Il prend toutes les mesures nécessaires pour parvenir à son but, et fait avertir Charles le Mauvais, qui s'approcha secrètement de Paris, suivi d'un corps de ses meilleures troupes. Dans l'après-midi 31 juillet 1358, Étienne Marcel veut s'assurer des portes de Paris pour en confier la garde à des hommes dévoués. Il se dirige vers la porte ou bastille Saint-Denis, ordonne à ceux qui la gardent d'en remettre les clefs à Joceran de Mascon, trésorier du roi de Navarre. Les Parisiens refusent de lui obéir. Une altercation s'élève, le bruit attire le commandant du quartier, Jean Maillard, qui annonce sur son cheval, en parcourant les rues qu'Étienne Marcel veut ouvrir les portes de Paris aux troupes anglaises et navarraises et arrive aux halles où un attroupement se forme.
Le prévôt des marchands de Paris n'ayant pu obtenir les clefs de la porte Saint-Denis s'adresse aux autres gardes, il essuie partout les mêmes refus. Sans se décourager, il se rend alors à la porte Saint-Antoine pour renouveler ses instances. Dans le même moment, quelques partisans du Dauphin, profitant de cet événement, avaient pris les armes et marchaient vers l'hôtel particulier de Joceran de Mascon, situé près de l'église Saint-Eustache, dans le dessein de se défaire de ce trésorier. Ne l'y trouvant pas, ils vont à l'hôtel Saint-Paul, prennent une bannière de France et se dirigent ainsi vers la porte Saint-Antoine. Deux gentilshommes étaient à leur tête, Pépin des Essarts et Jean de Charny. Arrivés à cette bastille, ils y trouvent Jean Maillard disposé à leur prêter main-forte.
Étienne Marcel, tenant en main les clefs de cette porte et monté sur l'escalier, oppose quelque résistance. Bientôt on entend des cris « À mort ! à mort ! Tuez le prévôt des marchands et ses complices! » Étienne Marcel, effrayé, veut fuir mais Jean de Charny s'avance, lui porte un coup de hache et le peuple l'achève. Les compagnons du prévôt, tels que Philippe Guiffard, Jean de Lille, Jean Poiret, Simon le Péronier, subissent le même sort. Tous ceux qui, au nombre de cinquante-quatre, accompagnaient Étienne Marcel sont massacrés. Leurs corps furent trainés honteusement devant l'église Sainte-Catherine-du-Val-des-Écoliers et exposés aux mêmes insultes qu'Étienne Marcel et ses complices avaient prodiguées aux cadavres de Robert de Clermont et de Jean de Conflans.
À la fin du XIVe siècle, la Bastille est construite au débouché de la rue à proximité de l'enceinte de Charles V. Pendant une courte période la circulation entre la rue Saint-Antoine et l'extérieur de la ville s'effectuait en traversant la forteresse et son avant-cour. Ce passage fut condamné au début du XVe siècle et le passage fut détourné par une nouvelle porte construite au nord de la Bastille se prolongeant par un pont enjambant le fossé du rempart et donnant accès à la rue du Faubourg-Saint-Antoine ce tronçon de la rue étant décalé au nord pour permettre le passage. Cette porte était à l'emplacement du débouché de l'actuelle rue de la Bastille sur la place.
L'égout découvert qui parcourait la rue de l'ancienne porte Baudoyer jusqu'à l'emplacement de la rue du Petit-Musc pour prendre ensuite la direction du sud vers la Seine, longeait l'hôtel des Tournelles résidence royale. Charles VI incommodé par les odeurs le fit détourner en 1417 vers le nord à l'emplacement de l'actuelle rue de Turenne, ancienne ruelle des égouts, pour se jeter dans le grand égout à l'angle des actuelles rue du Faubourg-Montmartre et de la Grange-Batelière.
Au XVe siècle, la « rue de la porte Baudoyer », ou « rue de l'Aigle », et la « rue du Pont-Perrin » fusionnèrent pour former la « Grant rue Saint-Antoine » car cette voie menait à l'abbaye Saint-Antoine-des-Champs, alors située hors de Paris. La partie située entre les deux anciennes portes porta également le nom de « cours Saint-Antoine », en raison de sa grande largeur.
En 1636, la « rue Saint-Antoine » s'arrêtait à la Culture Sainte-Catherine elle s'étendit ensuite jusqu'à la rue Geoffroy-l'Asnier. En 1650, sur le plan de Gomboust, elle a encore gagné du terrain et ne s'arrête qu'à la rue des Barres. Ses empiétements finirent par absorber entièrement la « rue de la Porte-Baudoyer ».
C'est également dans cette rue, no 99(A confirmer car différent de Hillairet), que le roi Henri II fut blessé à mort par le comte de Montgommery, dans un tournoi dont le spectacle fut offert aux Parisiens le 29 juin 1559. Ce monarque, porté sans connaissance à l'hôtel des Tournelles, vécut encore quelques jours, mais dans une léthargie complète. Il mourut le 10 juillet 1559 et laissa son royaume livré à la guerre civile.
La rue Saint-Antoine était au XVIIIe siècle un haut lieu du Carnaval de Paris. Se déroulait là une grande promenade de masques, qui consiste en ce que les masques, c'est-à-dire les personnes déguisées, se retrouvent en grand nombre avec les curieux et admirateurs venus les voir, en un endroit donné à un moment donné. Voici ce que Dulaure dit de ce phénomène en 1787 :

« Rue Saint-Antoine, elle est fameuse pour le concours prodigieux des masques qui tous les ans, les derniers jours du carnaval, attirent un grand nombre de curieux. »

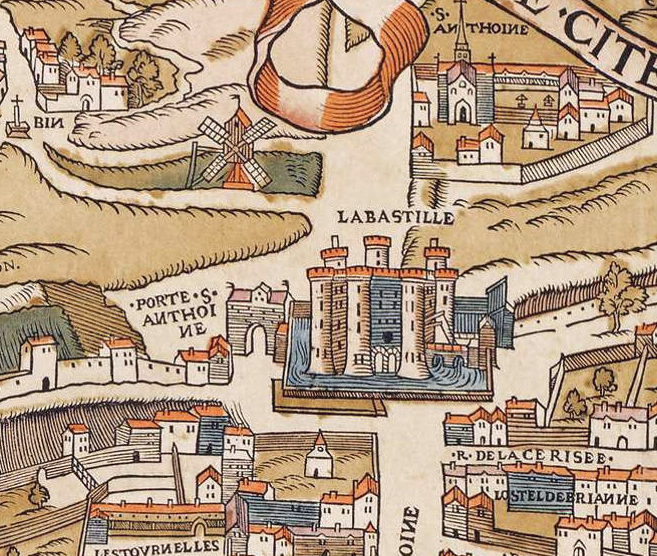
La rue et la porte Saint-Antoine sur le plan de Truschet et Hoyau (vers 1550).
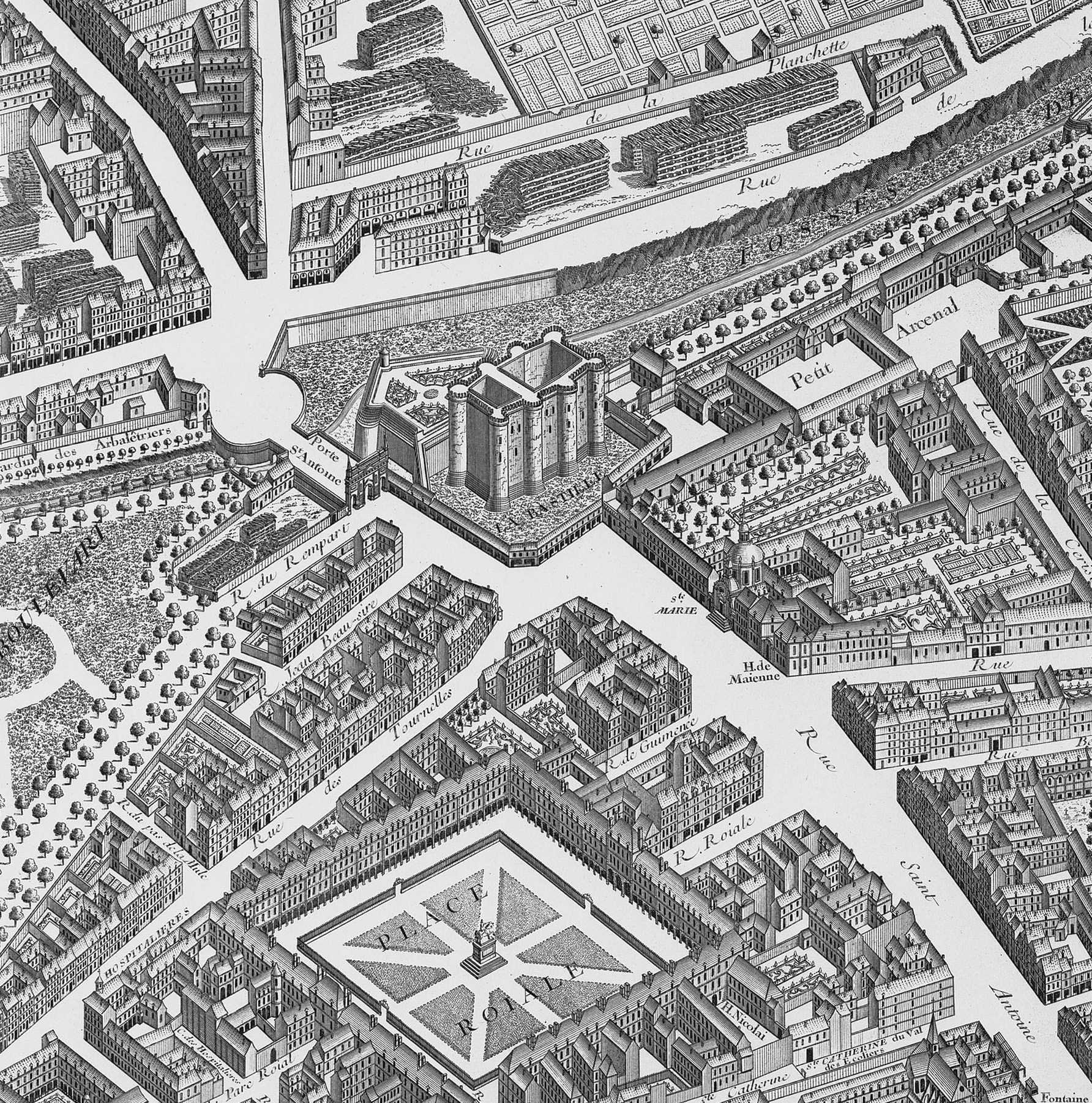
En 1739 : la rue Saint-Antoine (à droite) débouchant sur la porte Saint-Antoine (plan de Turgot).
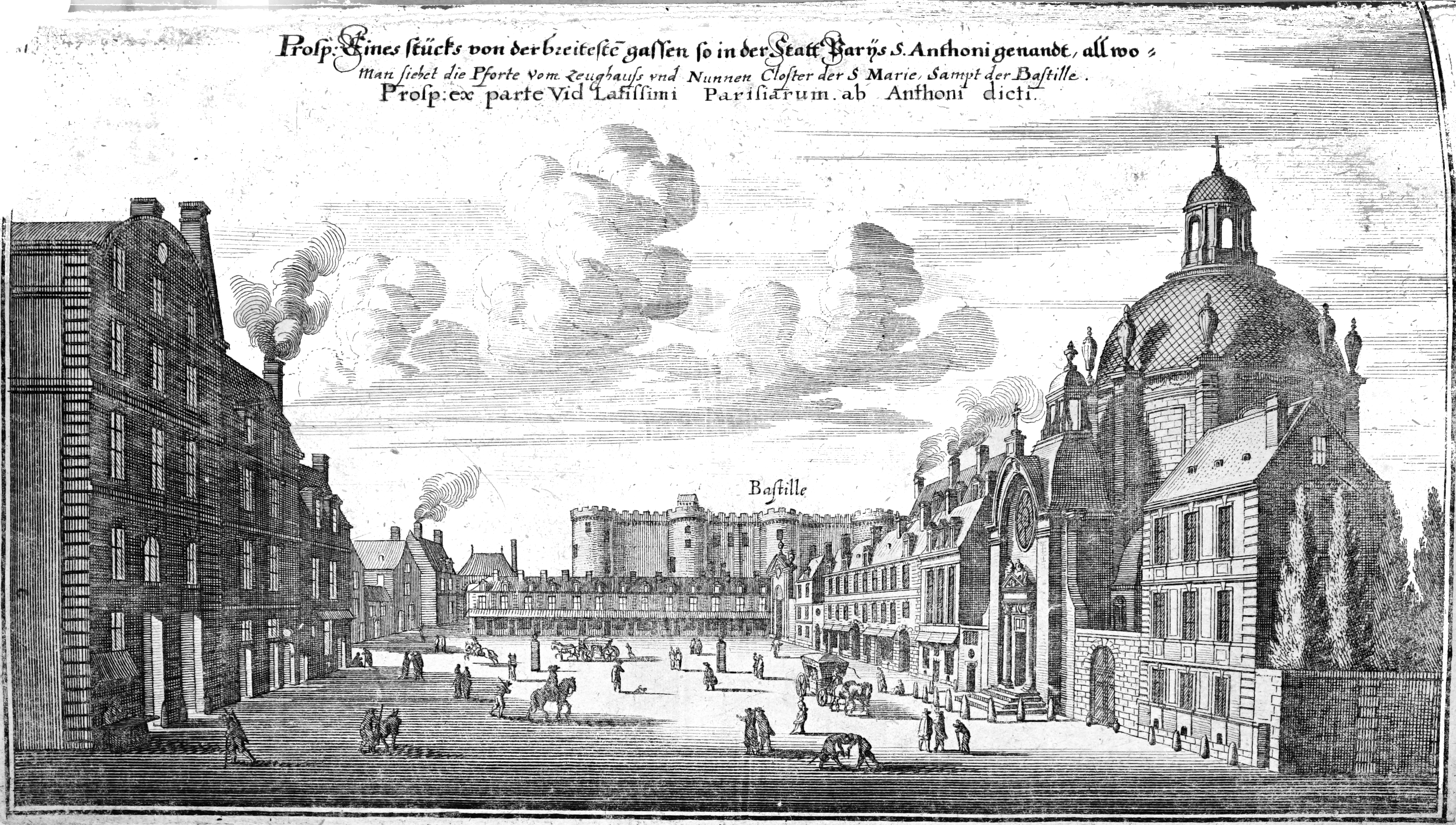
La rue Saint-Antoine avec la Bastille an arrière-plan.

### AuXIXesiècle
Une ordonnance royale 4 août 1838 fixe la moindre largeur de cette voie publique à 12,50 mètres.
Au XIXe siècle, la rue Saint-Antoine, d'une longueur de 986 mètres, commençait au 9, place Baudoyer et au 34, rue des Barres et finissait au 1, boulevard Beaumarchais et boulevard Bourdon.
Les numéros impairs de 1 à 99 étaient situés dans l'ancien 7e arrondissement, quartier du marché Saint-Jean.
Les numéros impairs de 101 à 223 étaient situés dans l'ancien 8e arrondissement, quartier du Marais.
Les numéros pairs étaient situés en totalité dans l'ancien 9e arrondissement, de 2 à 80, quartier de l'Hôtel-de-Ville et de 82 à 236, quartier de l'Arsenal.
Les numéros de la rue étaient noirs. Le dernier numéro impair était le no 223 et le dernier numéro pair était le no 236.
Durant les Trois Glorieuses, la voie fut le théâtre d'affrontement entre les insurgés et la troupe.

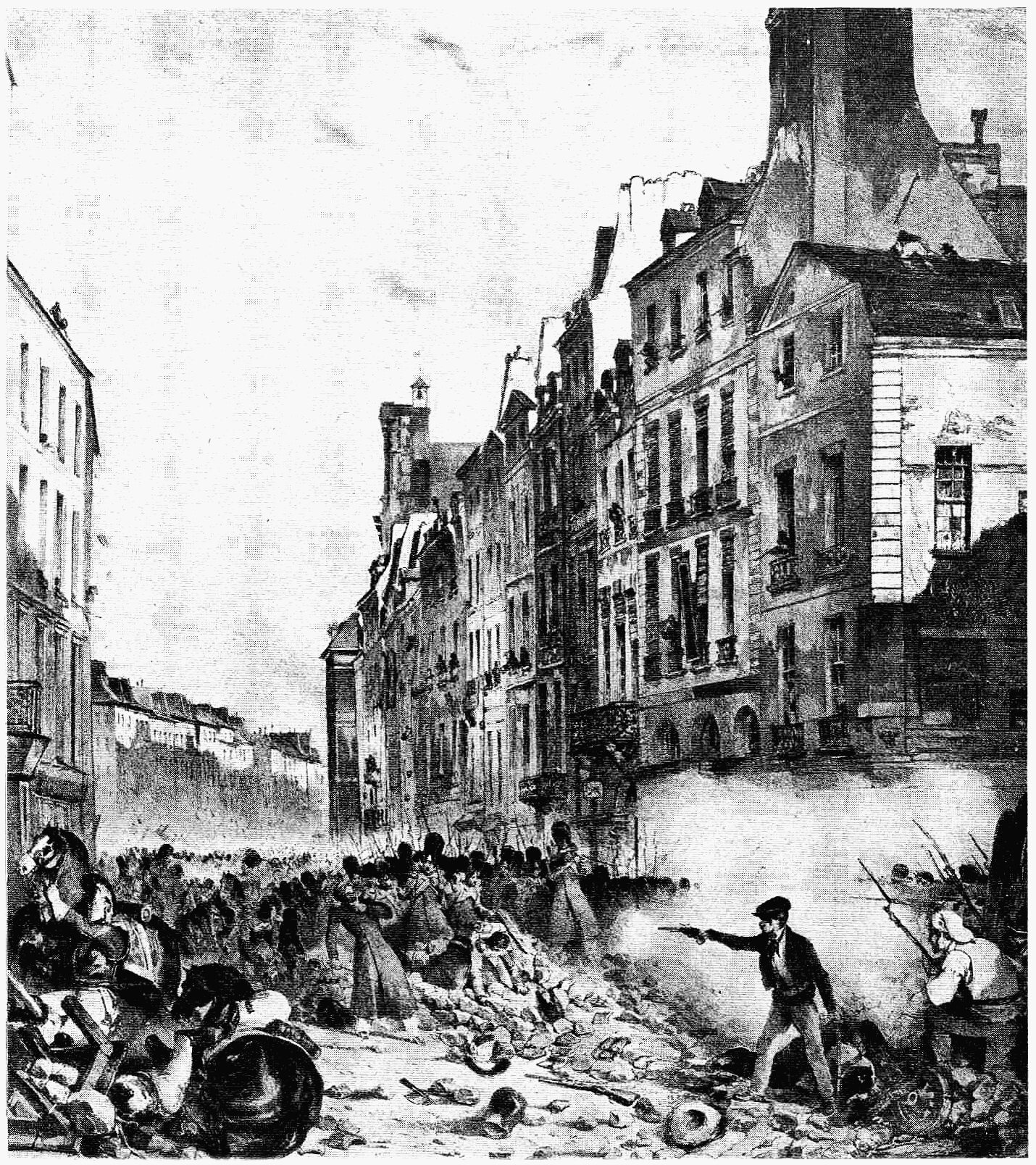
Combat de la rue Saint-Antoine durant les Trois Glorieuses (1830)..
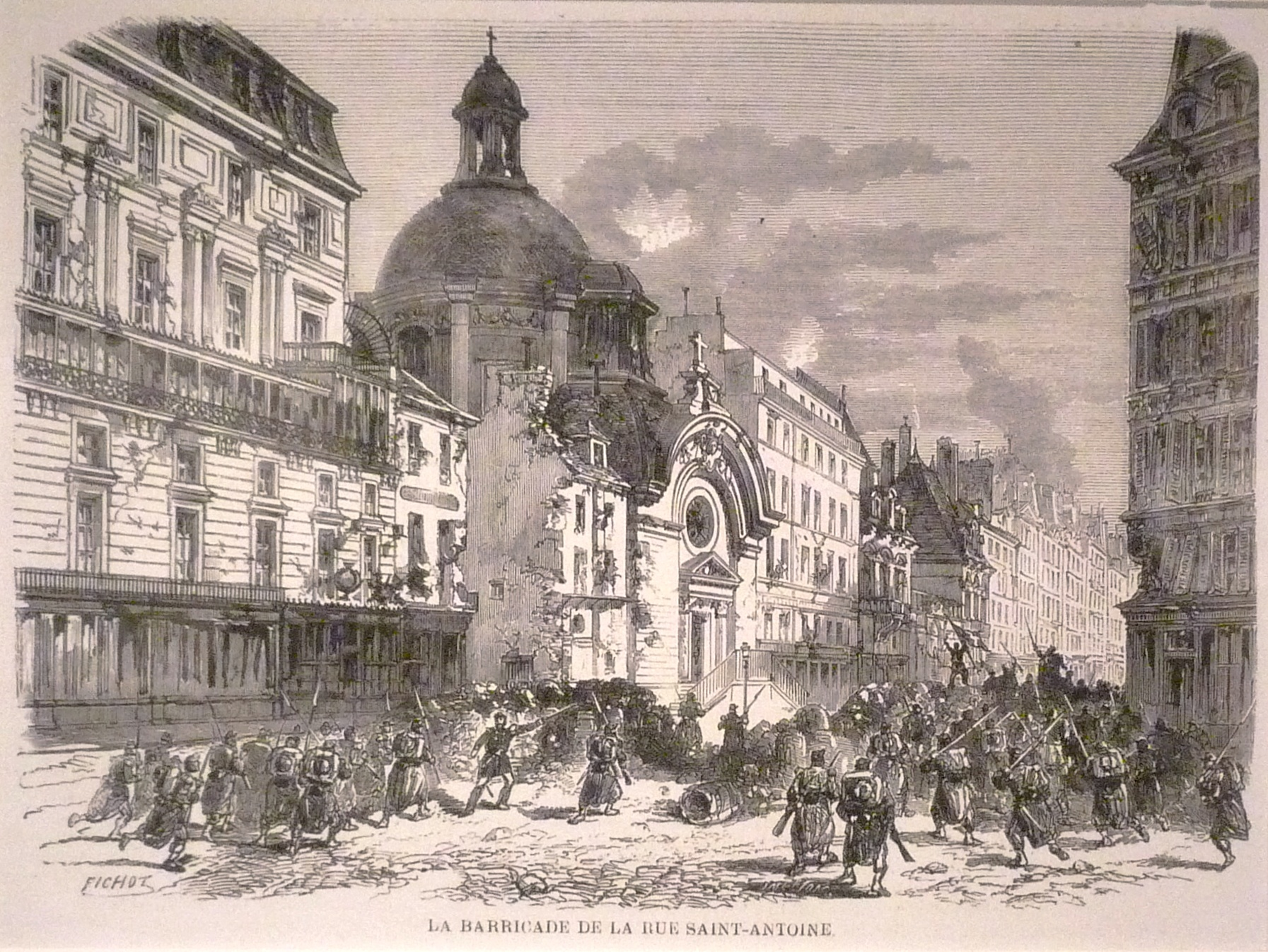
Combats rue Saint-Antoine lors de la Commune de 1871.
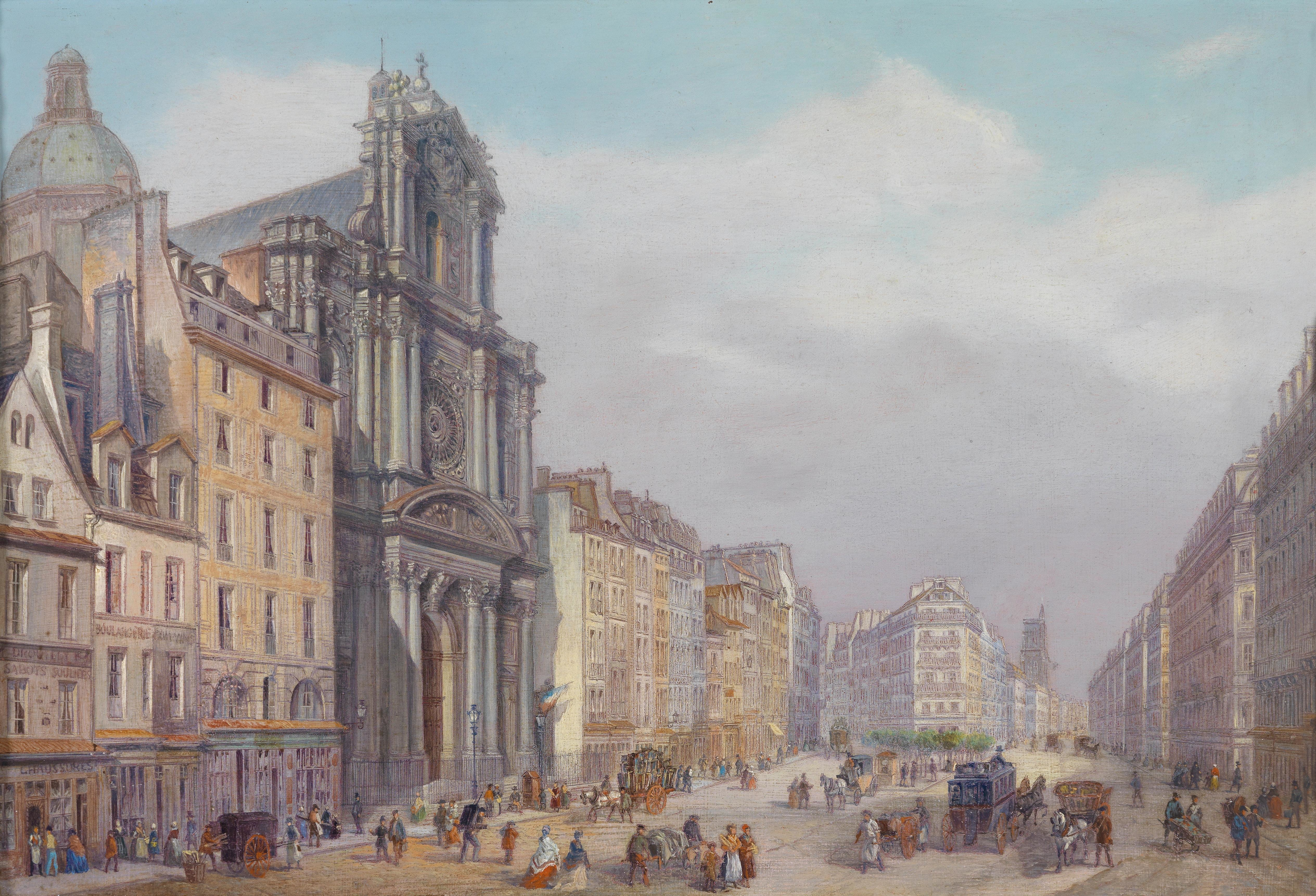
La rue Saint-Antoine, un tableau de Carlo Bossoli réalisé en 1884.

Le 3 mai 1848, le projet de prolongement de la rue de Rivoli entre la place de l'Oratoire et la rue Saint-Antoine est déclaré d'utilité publique. Le 2 octobre 1865, un décret raccourcit la rue Saint-Antoine en donnant le nom de « rue François-Miron » à la partie comprise entre la rue des Barres et la rue de Fourcy (raccordement avec la nouvelle rue de Rivoli).
La largeur exceptionnelle de la rue Saint-Antoine entre la Bastille et la rue Madame-de-Sévigné ne nécessitait pas la création d'une voie nouvelle contrairement à la plupart des axes haussmanniens. Cependant, la rue de Rivoli a été prolongée avec construction de nouveaux immeubles dans son alignement au nord (nos 2 à 14) jusqu'à cette rue entrainant la destruction des immeubles de la rive nord de la rue Saint-Antoine sur ce tronçon, de l'immeuble d'angle au no 51 de l'actuelle rue François-Miron et jusqu'au no 57 (donnant sur les no 1 à 9 de la rue de Rivoli) alors que les immeubles de sa rive sud entre l'église Saint-Paul-Saint-Louis et l'angle de la rue de Fourcy au no 137 (et au-delà ceux de la rive sud de la rue François-Miron) ont été maintenus. Ce tronçon est un peu évasé vers l'ouest car la rue Saint-Antoine prolongée par l'actuelle rue François-Miron était légèrement orientée au sud-ouest à partir de l'église par rapport à l'alignement de la rue de Rivoli.

La rue St-Antoine avant et après les travaux haussmanniens
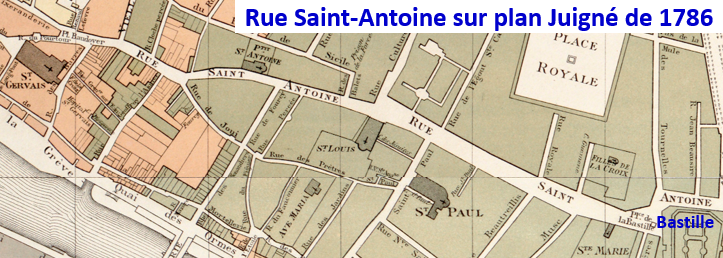
Rue Saint-Antoine sur le plan de 1786.
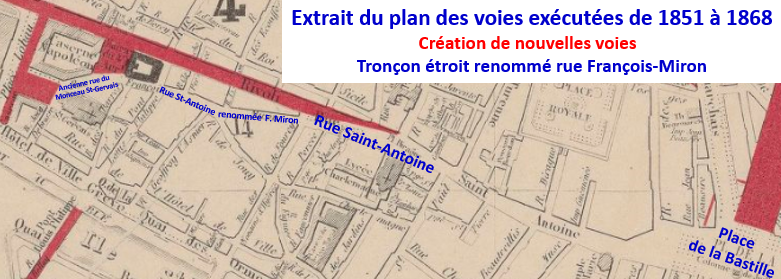
Les percées d'Haussmann.

À l'autre extrémité, la démolition de la Bastille en 1789 créa un élargissement du débouché de la rue des Tournelles jusqu'au boulevard Beaumarchais, devenu l'entrée de l'actuelle place de la Bastille, sous le nom « rue Latude » du nom du célèbre prisonnier français. Cet élargissement fut supprimé en 1877 par la création du pâté de maisons au milieu de cette petite place avec ouverture de la courte rue de la Bastille et cette partie repris le nom de « rue Saint-Antoine ».
Le 12 avril 1918, durant la première Guerre mondiale, le no 119 rue Saint-Antoine est touché lors d'un raid effectué par des avions allemands.

## Bâtiments remarquables et lieux de mémoire
Le fief de Saint-Éloy, dotation du roi Dagobert à l'abbaye de Saint-Éloi était situé autour de l'église Saint-Paul des Champs disparue longeait la rue Saint-Antoine autour de la rue Saint-Paul.
Sur le sol, des pavés foncés indiquent à la hauteur du no 4 une tour de la prison. Ils se prolongent jusqu'au 3 de la place de la Bastille.
- Nos 7 et 9 : ancienne maison basse de type de l'Ancien Régime.
- A la hauteur du n° 10 se dresse depuis 1897 la statue de Beaumarchais (due à Clausade) décédé au 20 du boulevard éponyme.[réf. souhaitée]
- No 17 : temple protestant du Marais, membre de l'Église protestante unie de France. Église Sainte-Marie sous l'Ancien-régime, œuvre de l'architecte François Mansart et du maître maçon Michel Villedo pour le couvent des Filles de la Visitation Sainte-Marie, ou Visitandines. Il ne reste que la chapelle en forme de rotonde. Elle est affectée au culte réformée en 1802 par le premier consul Bonaparte. Après la Commune, la partie endommagée au coin de la rue Castex a été remplacée et a perdu un étage.
- No 21 : hôtel de Mayenne ou hôtel du Maine, dit plus tard hôtel d'Ormesson, construit en 1613, pour Henri de Lorraine, vraisemblablement par Jean Androuet du Cerceau ; il fut achevé en 1617, puis transformé par Boffrand en 1708-1709.
- Nos 28 à 38 : emplacement du premier hôtel des Tournelles[13].
- No 40 : emplacement du fief du Grand et du Petit Chaumont. Si la parcelle est attestée depuis 1604, l'immeuble actuel, très étroit, est daté seulement du milieu du XVIIe siècle[14].
- Nos 47 à 59 : emplacement de la façade de l'ancien hôtel de Beautreillis acquis en 1362 par le roi Charles V qui devient un élément de la résidence royale de l'hôtel Saint-Pol. L'hôtel est vendu en 1554 après division du terrain en lots et ouverture de la rue Beautreillis. Il ne reste aucune trace des constructions de cette époque[15].
- No 53 : immeuble construit par Jacques III Gabriel (1637-1697) architecte du roi, dont il fit sa résidence[16].
- No 62 : hôtel de Sully et emplacement du carrousel du 30 juin 1559, ou le roi Henri II fut blessé à mort par le comte de Montgommery, dans un tournoi.. NI Vésale ni Ambroise Paré ne purent le sauver. Ancien no 143 (photo de (Jean-) Eugène Durand).
- No 66 : quartier général de campagne de Françoise de Panafieu, candidate de l'UMP pour l'élection municipale de 2008 à la mairie de Paris[17].
- No 70 : emplacement de l’entrée du Petit-Sully, communs de l’hotel de Sully[18].
- No 87 (ancien 134) : emplacement d'une charcuterie à l'enseigne « À la truie qui file »[19].
- No 99 : église Saint-Paul-Saint-Louis.
- No 101 : entrée du lycée Charlemagne, qui était autrefois l'emplacement de la porte Saint-Antoine de l’enceinte de Philippe Auguste.
- No 111 : hôtel des Vivres.
- No 117 : maison du XVIIe siècle. Sous le Second Empire, elle abrite une salle de billard dans laquelle Louise Michel tient plusieurs réunions politiques, en 1870 et 1871. Fermée en 1872, elle devient un bal public jusqu’en 1912. Un dépôt de meubles s'y installe, puis elle est transformée en cinéma : le Cinéphone Rivoli y est inauguré le 13 juillet 1938. Renommé le 19 mars 1948 en Studio Rivoli, il est définitivement fermé le 31 décembre 1979[20]. Divers commerces occupent ensuite successivement l’emplacement[18].
- Nos 119 et 119 bis : entrée du passage Charlemagne, voie privée entre la rue Saint-Antoine et la rue Charlemagne. Avant 2013 (?), le passage était ouvert la journée. Cela facilitait l'accès du lycée Charlemagne aux lycéens à qui l'entrée du 101 était interdite.
- No 133 : façade de l'ancien hôtel Séguier, bâti en 1626. Son grand balcon rocaille (remarquer les trois S) porté par des chimères date de 1728. Ancien no 88 (cartes postales des années 1910). Ceci permet de dire que dans l'ancienne numérotation, on aboutissait, à la Bastille, approximativement au numéro 230.
- No 170 : dans les années 1870-1880, emplacement de l'atelier du photographe Ferdinand Carlier (1829-1893), membre de la Société française de photographie, photographe de l'École des beaux-arts de Paris[21]. Numérotation antérieure à 1865.
- Les nos 103 à 137 font face aux nos 2 à 14 de la rue de Rivoli.
- Le peintre Lubin Baugin y a vécu à partir de 1643. Il avait reçu commande pour la maison professe des jésuites, actuel Lycée Charlemagne.
- De nombreux marchands de quatre-saisons se sont installés du côté impair (du 17 au 91 (?)) de 1910(?) à 1960 environ. Les cinémas Saint-Paul (2200 puis 1 300 places) et Cinéphone-Rivoli (470 places) puis Studio-Rivoli se trouvaient au no 73 et au no 117.
- Le 12 avril 1918, des bombardiers Gotha G ont endommagé ou détruit ce qui était sur l'un des deux "terre-pleins" (partie de ce qui s'appelait jusqu'en 1900 la place des juifs) à la hauteur des no 135-137, ainsi que les no 1 et 14 de la rue de Rivoli (3 cartes postales). Plaque de 1924 au 12, rue de Rivoli.
- Du côté impair, exposé au nord, de nombreuses fenêtres sont déformées par le travail du sol. Cela se voit aussi dans la cour de l'hôtel de Sully.
- Evénements.

Le 8 août 1868, le célèbre caporal Thibault, sapeur-pompier de Paris, réalise plusieurs sauvetages héroïques au n°124 (sur sa tombe, on mentionne le faubourg Saint-Antoine).
Lors de la Libération de Paris, le 24 ou 25 aout 1944 vers 19-20 heures : défilé populaire où la phrase la plus prononcée était "Hitler au poteau". Le 25 au soir, Paris était bombardée. Octobre(?) 1948, un dimanche après-midi : Marcel Cerdan en costume bleu pétrole, debout en voiture décapotable, fête son titre de champion du monde de boxe acquis le 21 septembre contre Tony Zale. Un dimanche de 1952, le marcheur Albert Seibert est passé le premier rue Saint-Antoine pour l'arrivée de Strasbourg-Paris qui avait lieu à la place de l'Hôtel-de-Ville où l'attendait Emile Anthoine, créateur de la course Paris-Strasbourg. L'épreuve avait duré 66 heures.

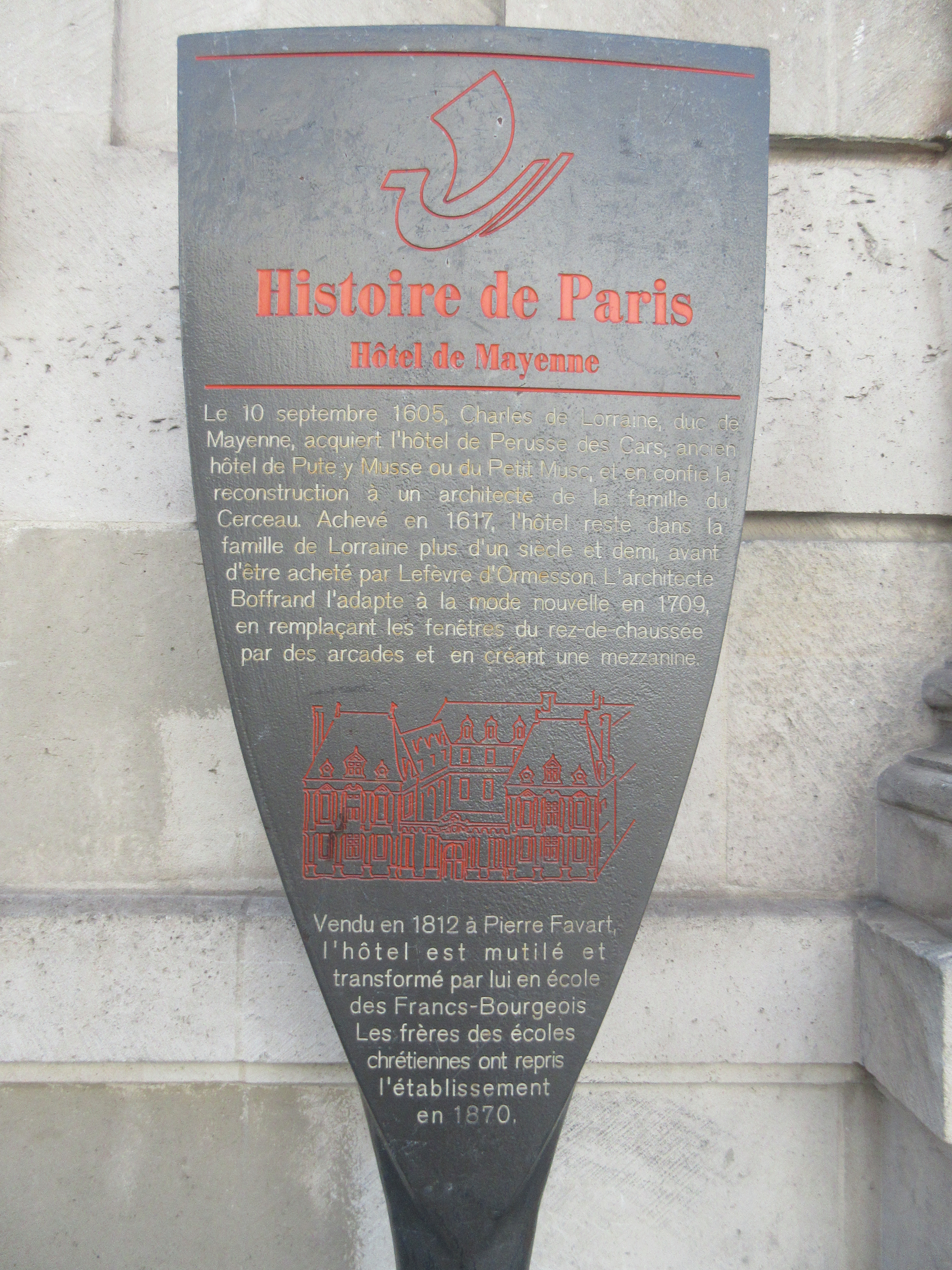
Panneau Histoire de Paris « Hôtel de Mayenne »
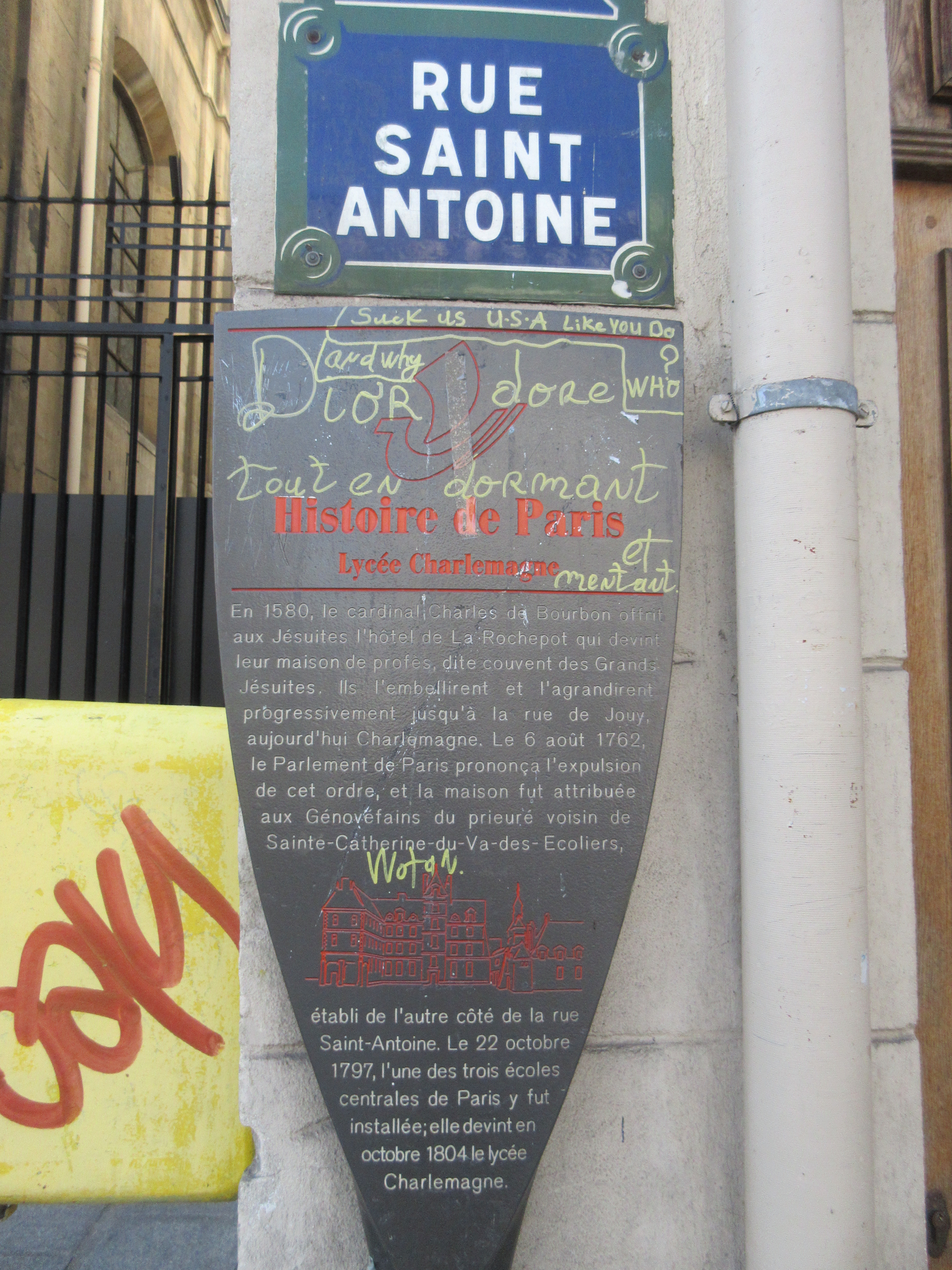
Panneau Histoire de Paris « Lycée Charlemagne »
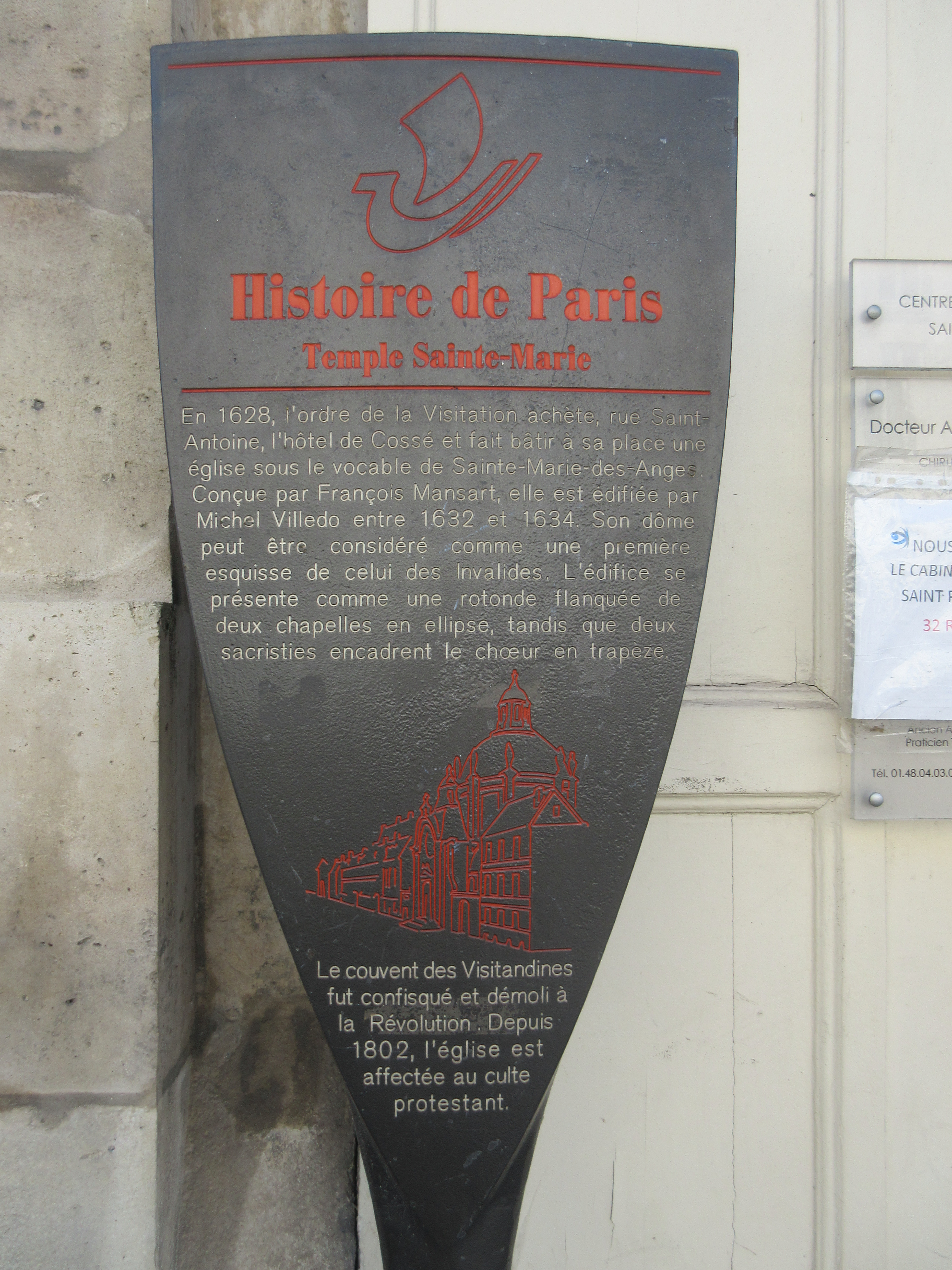
Panneau Histoire de Paris « Temple Sainte-Marie »
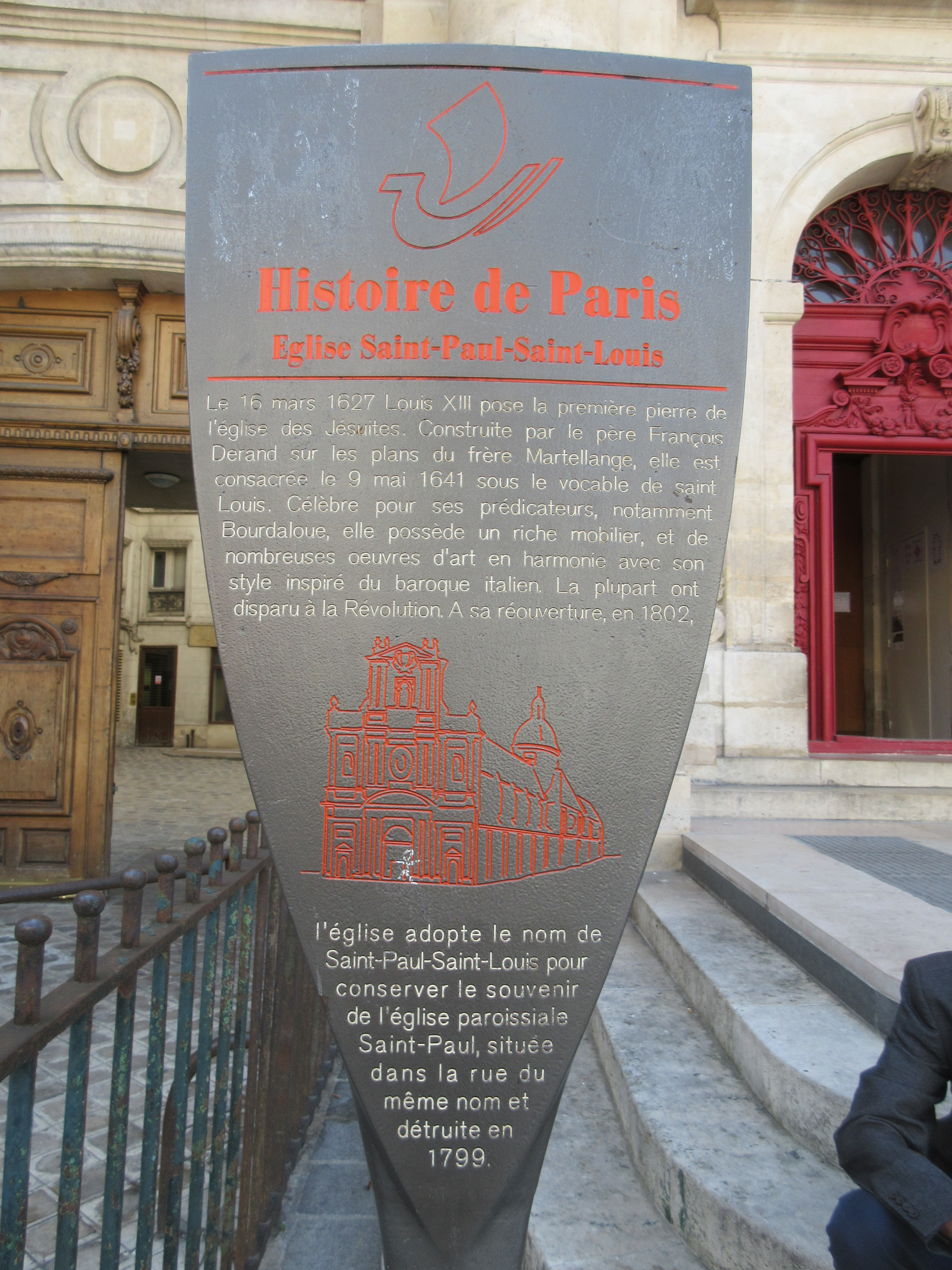
Panneau Histoire de Paris « Église Saint-Paul-Saint-Louis »
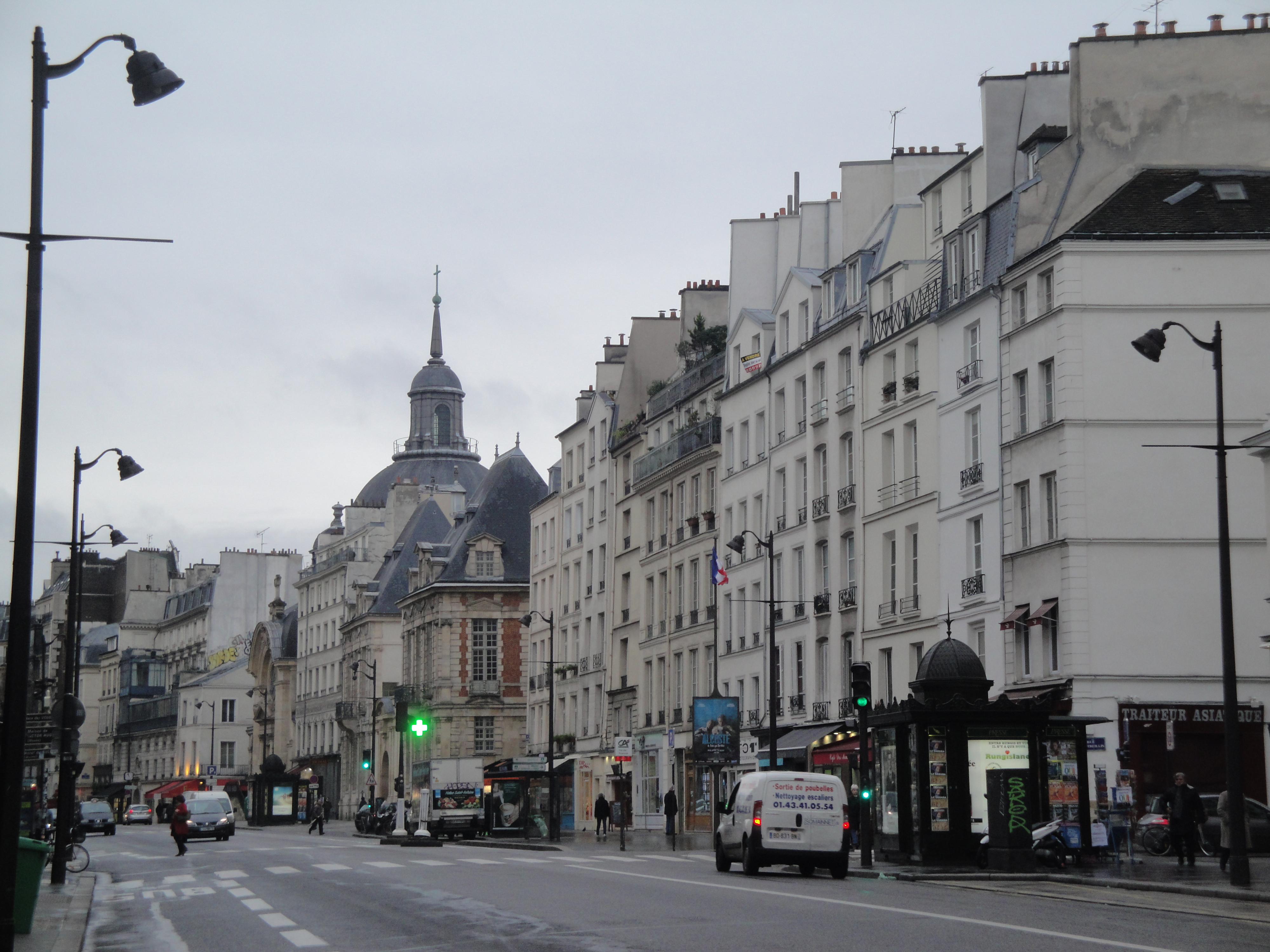
La rue Saint-Antoine.
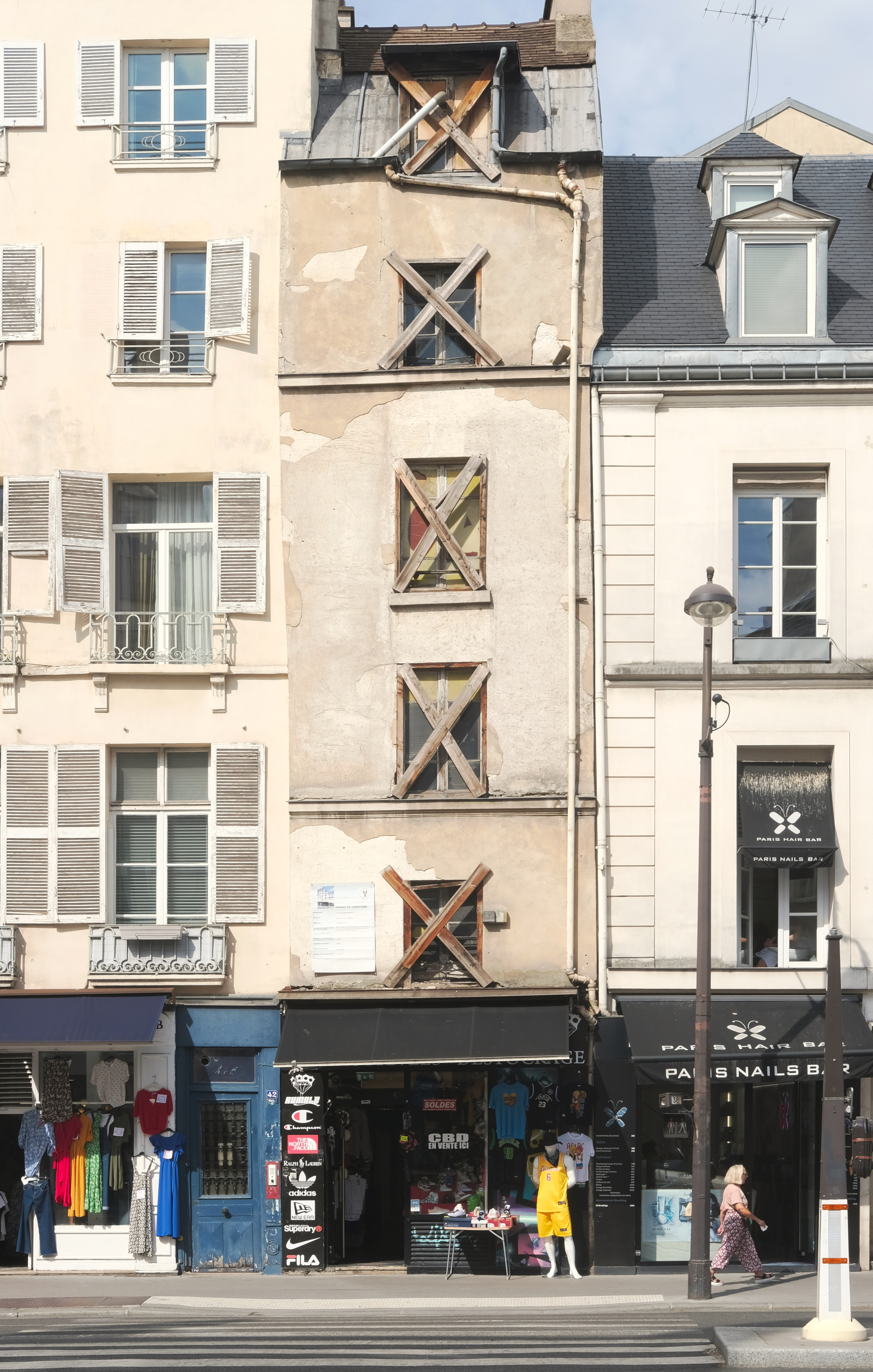
Le n°40.
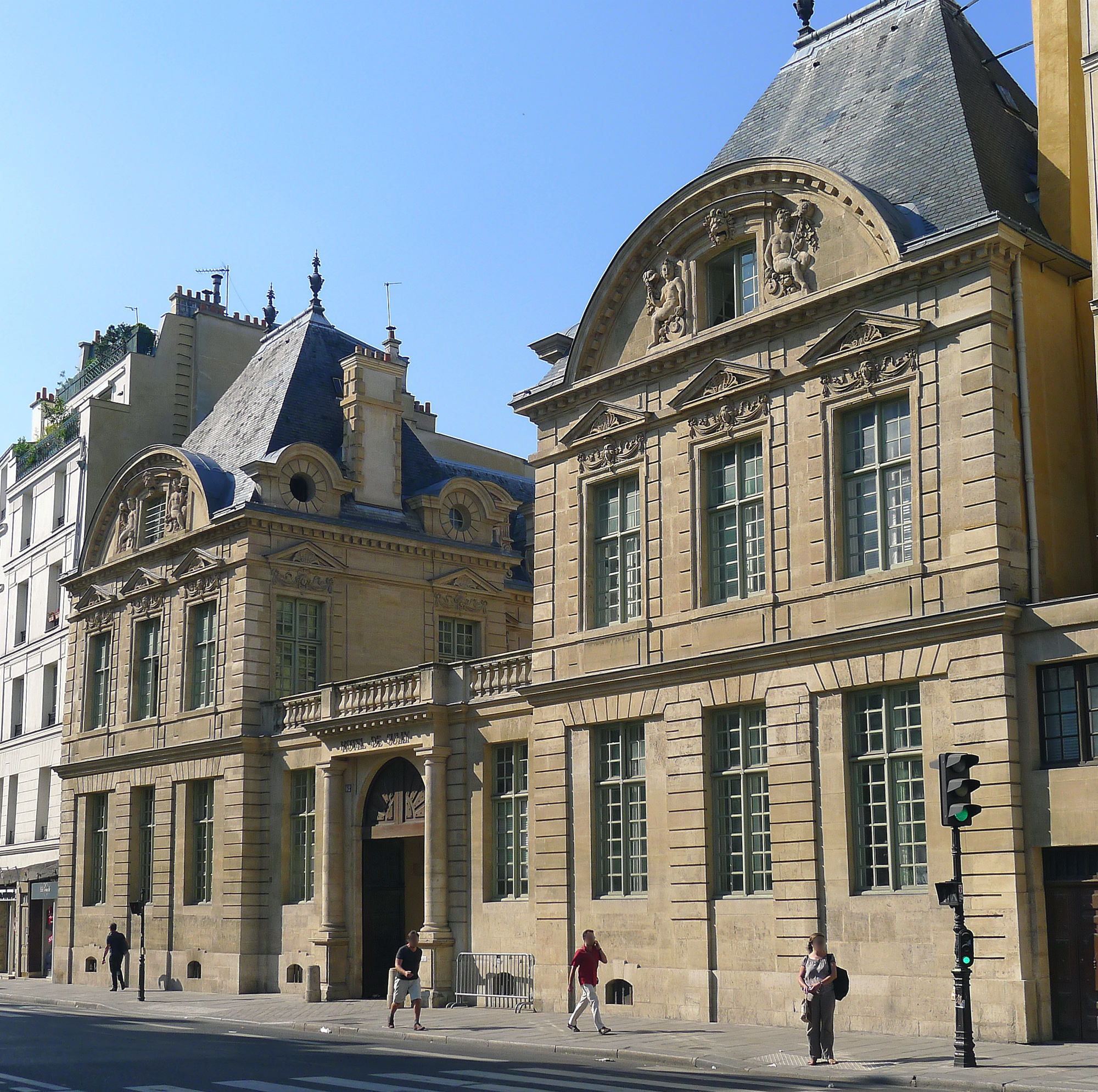
N°62 : Hôtel de Sully.
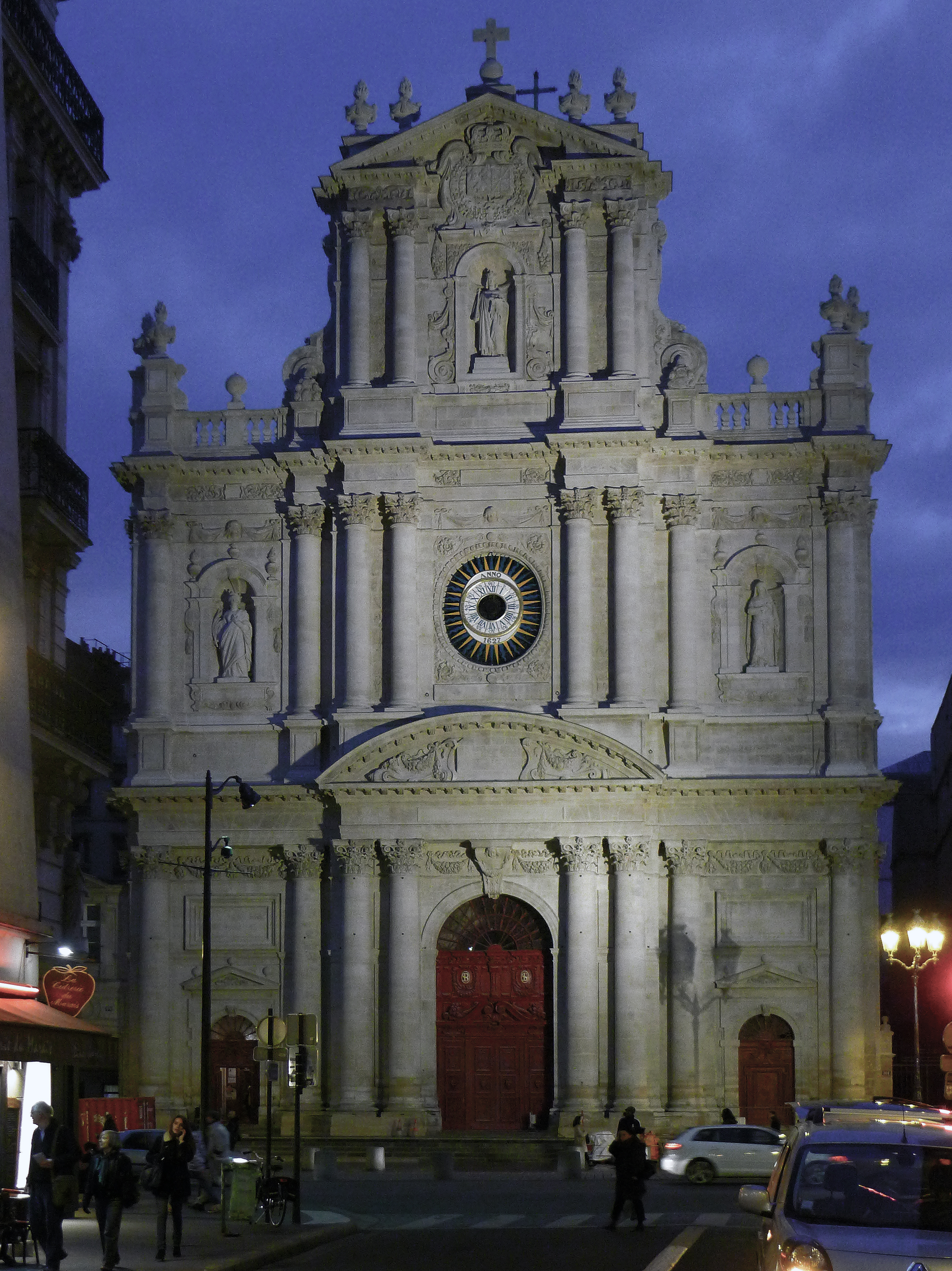
N°99 : Église Saint-Paul-Saint-Louis vue de la rue de Sévigné.
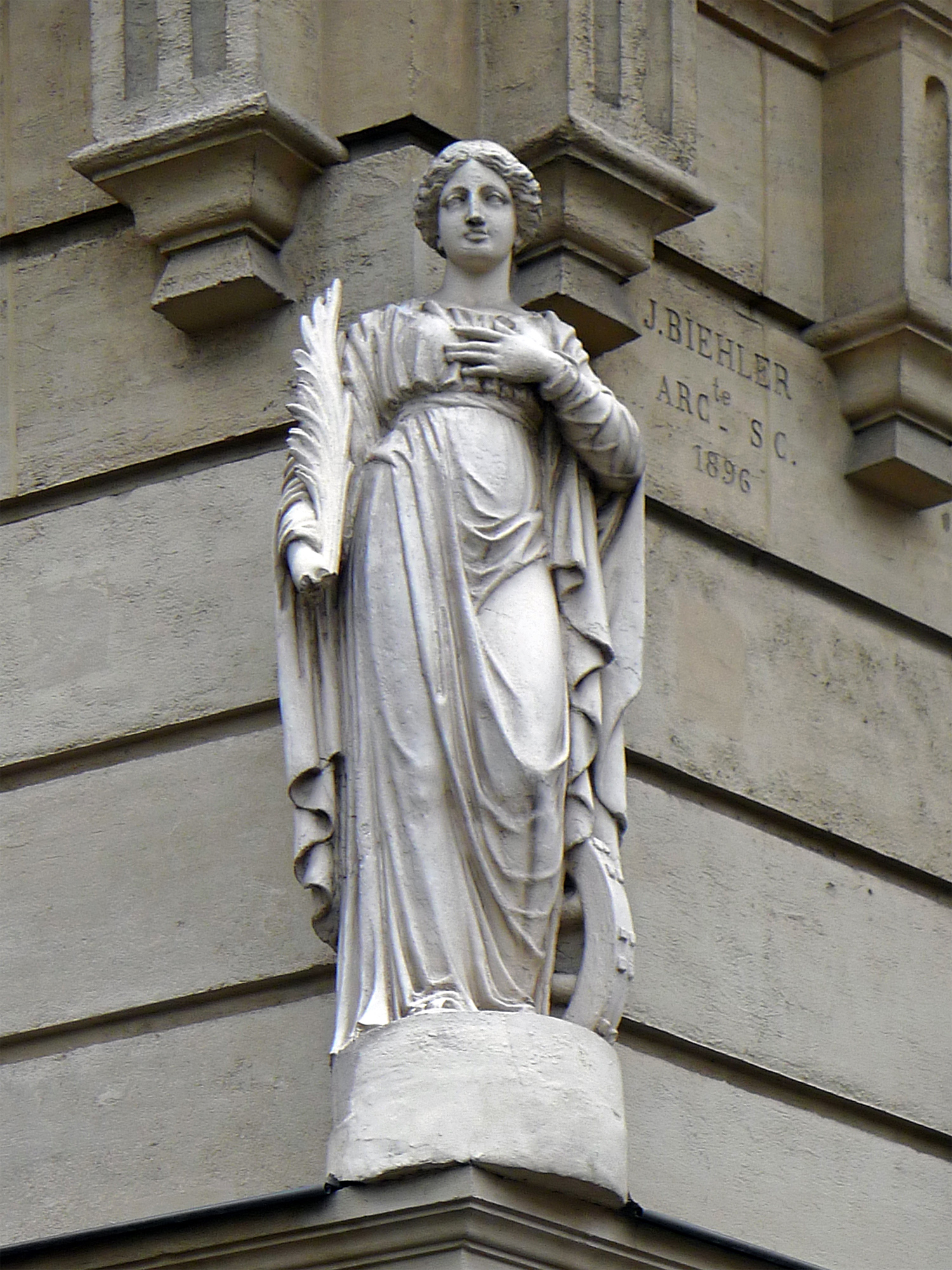
Sainte Catherine, à l'angle de la rue Madame-de-Sévigné.
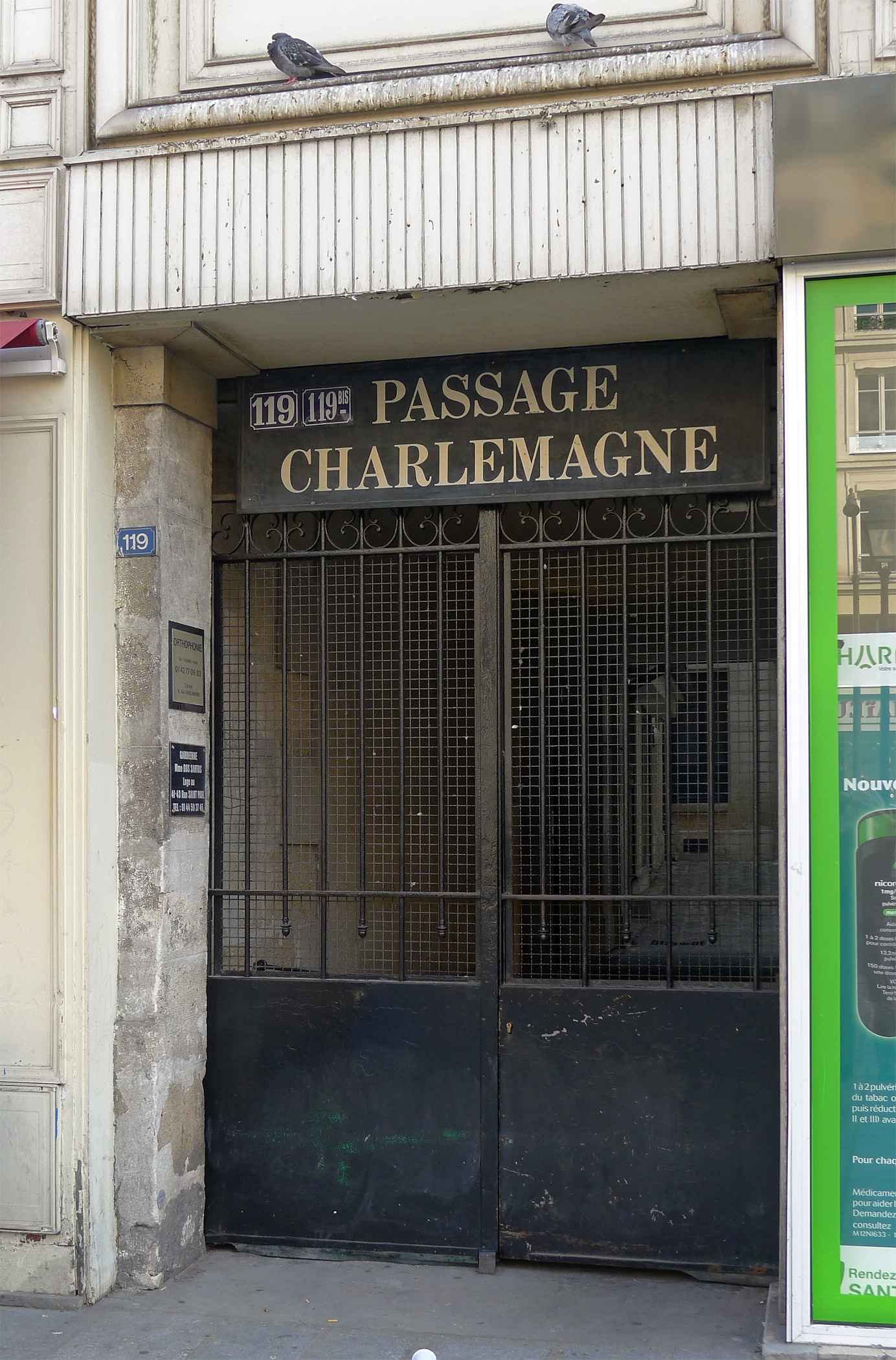
N°119 et 119bis : entrée du passage Charlemagne.
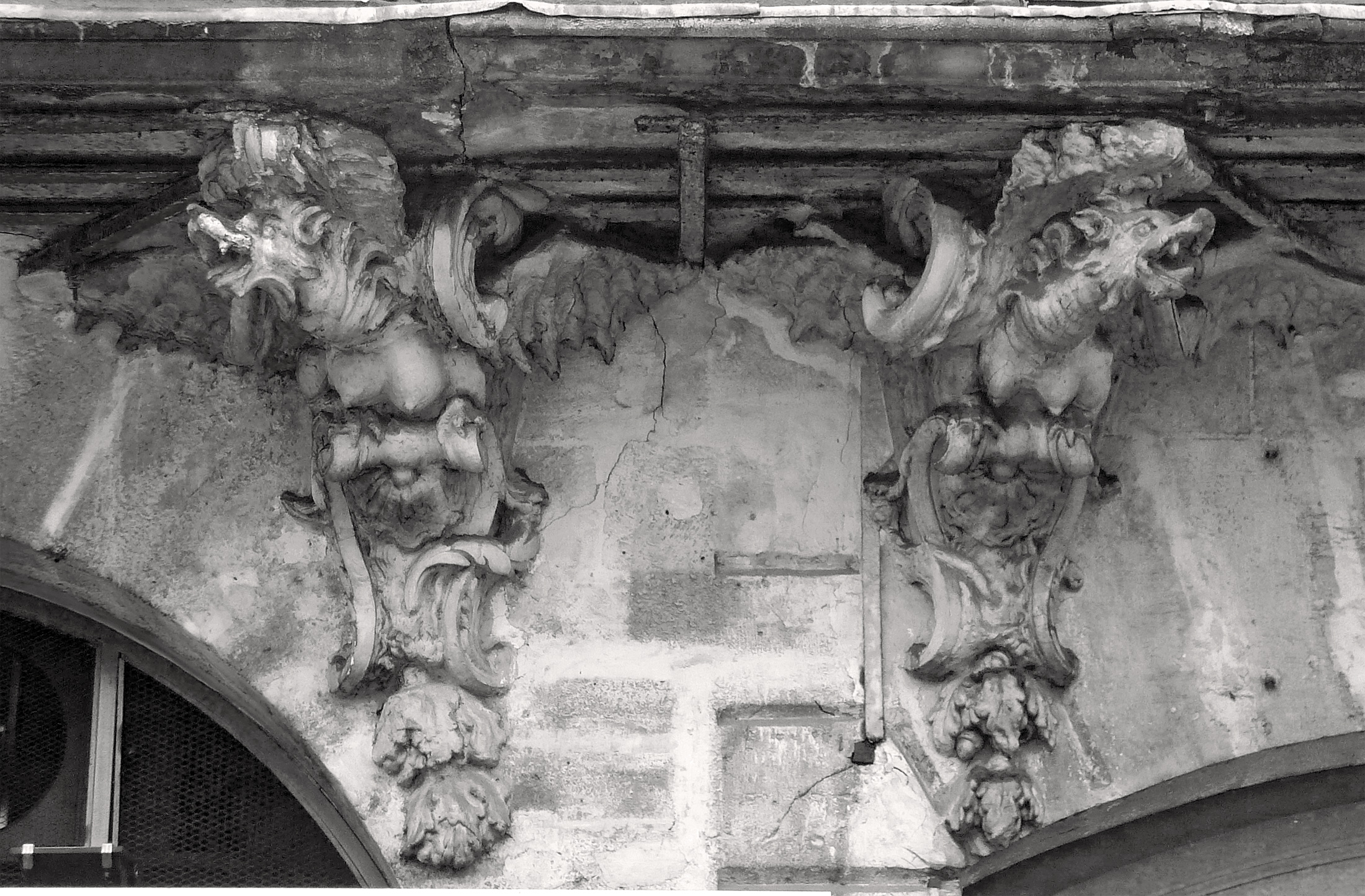
Chimères de la façade du no 133 avant la rénovation de 2014.